# 이희찬 (작가)
이희찬(李希贊, 1938년 4월 10일~2019년 1월 20일)은 조선민주주의인민공화국의 작가이다.

## 생애
1938년에 일제강점기 조선 함경남도 홍원군에서 태어난 그는 김일성종합대학 조선어문학부에서 공부한 뒤, 1961년부터 사회과학원 주체문학연구소 연구사로 지낸 후에 1966년부터 조선영화문학창작사 작가로 활동했다.
여러 단편소설 영화 각본을 발표했으며, 1988년에 김일성상을 수상했다.